# 박종일
박종일(1972년 3월 29일 ~ )은 롯데 자이언츠에서 뛰었던 전 야구 선수다. 1997년부터 2000년까지 주요 백업 멤버로 뛰었다.

## 기록
- 1995년: 18경기 2안타 1도루 0.133(타율)
- 1996년: 69경기 10안타 3도루 0.149
- 1997년: 103경기 41안타 3홈런 8도루 0.210
- 1998년: 1군 출전 기록 없음
- 1999년: 114경기 26안타 1홈런 5도루 0.292
- 2000년: 106경기 10안타 2도루 0.156
- 2001년: 37경기 7안타 0.304

## 출신 학교
- 인천고등학교
- 건국대학교

## 등번호
- 57 (1995~1997, 1999~2001)

## 같이 보기
- 2001년 롯데 자이언츠 시즌